# Sourdline
 (novembre 2018).
Sourdline est une entreprise adaptée basée à Colombes qui fournit des services d'accessibilité aux sourds et malentendants.

## Guide Caro
Caroline Mitanne est une Coda, née de parents sourds, et a constaté très tôt le manque d'accessibilité pour les personnes sourdes. Elle aidait ses parents à téléphoner et traduisait des rendez-vous pour eux. C'est ainsi que lui vient plus tard l'idée de lancer Guide Caro, un service qui permet aux sourds de pouvoir téléphoner en toute autonomie, mais aussi de traduire les lettres ou à écrire, de remplir les papiers administratifs.

## Sourdline
Sourdline ouvre en 2008 pour permettre aux sourds de téléphoner aux services clients d'entreprises partenaires grâce à des visio-conseillers, interprètes LSF et tchat en français adapté.
Depuis le 8 octobre 2018, la Loi pour une République numérique prévoit la mise en accessibilité du service client pour toutes les grandes entreprises (ayant un chiffre d'affaires de plus de 250 millions d'euros) et les services publics et d’autre part la mise en place par les opérateurs de communications électroniques d’une solution de téléphonie accessible.

### Liquidation Judiciaire
3 fois en liquidation judiciaire, Sourdline a changé son nom, est s'appelle maintenant Sourdline Developpement 